# 錢國維
錢國維（英語：Carl Chien，1964年12月20日—），台灣銀行家，中華民國監察院院長錢復之子、前外交部部長，現為美商摩根大通集團亞太區副主席，同時為亞太區管理委員會成員之一，亦任摩根大通台灣區總裁，並監督公司在台灣、韓國的業務，並代表摩根大通參與並出席多項主要國際組織及會議，包括亞洲博鰲論壇、亞太經合組織工商咨詢理事會、世界經濟論壇（夏季達沃斯）等。此前，他任職於美商高盛亞洲分公司。其長子為演員錢裕揚。

## 生平
1994年至1997年，為摩根史丹利亞太區資產管理部副總裁
1997年，高盛亞洲證券執行董事
2002年，任摩根大通銀行台灣區總經理。8月，促成國泰金控合併世華銀行。
2004年，擔任摩根大通集團台灣區總裁。
2005年，在其率領下，摩根大通取得台積電十五億美元美國存託憑證（ADR）的共同承銷權。
2007年，幫助台灣大哥大以廿億美元收購台灣固網，創下台灣併購史上的最高金額紀錄。
2008年，為富邦金併購台灣ING人壽。富邦金控宣布以六億美元（新台幣一九五億元）購併ＩＮＧ安泰，以總資產新台幣二．五兆元登上台灣金控三哥，僅次於台灣金控及國泰金控。
2009年，再次出馬為台灣大哥大以十八億美元併凱擘系統台。
2011年，促成摩根大通協助宸鴻海外可轉換公司債 （ECB）發行，摩根大通躍居為2011年籌資榜上第一名。因為宸鴻上市後相關的四件企業籌資，摩根大通就拿下其中三件，總金額高達十一億八千五百萬美元。被工商時報譽稱為「企業籌資與併購」雙一哥。
2012年，為富邦集團併購大陸華一銀行，摩根大通並於隔年2013年獨家為富邦金控以海外存託憑證（GDR）的方式籌措八億五千萬併購資金，充分體現摩根大通全方位金融平台的能力。
2015年，任摩根大通大中華區銀行業務聯席執行長。
2016年，陞任摩根大通北亞區（大中華區及韓國）投資銀行業務執行長。 
2016年，率領摩根大通完成台灣跨國併購史上最大收購案，為鴻海集團收購了日本百年企業夏普；再代表矽品精密，與日月光集團共同籌組控股公司，為全球半導體封測產業史上最大的併購案。
2017年，接任亞太區副主席。
2018年至2019年，協助光寶以美金3.6億元出售相機模組事業予立景創新，及以美金1.7億元出售固態儲存事業予東芝。
2020年，協助可成以美金14.3億元出售中國手機組裝事業予藍思科技，鴻海美金14.0億元普通公司債發行，台積電美金30.0億元無擔保公司債發行。
2021年，完成台積電美金35.0億元無擔保公司債的發行。